# Prvić
Prvić er en lille ø i Adriaterhavet ved kysten til Kroatien. Den er en del Šibenik-øgruppen, ca. 1 km fra fastlandet nær Vodice. Navnet på øen kommer ifølge noen traditioner fra Prvin, navnet på den kroatiske forårsgud. Øen har et areal på 2,37 km², og et folketal på 453 (2001)
 Det gør den til den tredje tættest befolkede ø i Kroatien. Det er ingen biler på øen.
Der ligger to landsbyer på øen, Prvić Luka og Šepurine. Šepurine ligger på vestsiden af øen ovenfor Vodice. Prvić Luka ligger i den største vig på sydøstsiden, og er beskyttet  mod nordlig og vestlig vind.
Hele øen er under beskyttelse af det kroatiske kulturministerium, da øen betragtes som en kulturarv.
Det er også en ubeboet ø ved navn Prvić lige syd for Krk i Kvarnerbugten.

## Historie
I det 14. og 15. århundrede tilhørte øen adelige familier fra Šibenik. Under Osmanniske erobringer i det 16. og 17. århundrede blev øen beboet af flygtninge fra fastlandet.
Under 2. verdenskrig sluttede mange af øens indbyggere sig til den antifascistiske bevægelse. Prvić var meget vigtig i forsvaret af regionen mod den nazistiske besættelse. Der er mange antifascistiske monumenter på øen.